# Kelhasan
Kelhasan (kurdisch Kelhesen) ist ein ehemaliges Dorf im Bezirk Cihanbeyli der türkischen Provinz Konya, heute ist es ein Ortsteil des Bezirkszentrums. Im Jahr 2022 lebten dort 922 Einwohner. Das Dorf wurde nach lokaler Überlieferung im 17. Jahrhundert gegründet. Demnach wurde ein gewisser Kel Hasan (Hasan, der Kahlkopf) aus Diyarbakır dorthin mit seiner Familie exiliert.
Kelhasan liegt etwa 40 Kilometer nordwestlich von Cihanbeyli und 100 Kilometer nördlich der Provinzhauptstadt Konya.